# Liberale synagoge (Den Haag)
De Liberaal-joodse synagoge in Den Haag is gevestigd in de voormalige Portugees-joodse snoge. Het gebouw aan de Jan Evertstraat (Nieuwe Uitleg) werd omstreeks 1724 ontworpen door architect Daniël Marot. De uitvoering was in handen van Felix du Sart, met wie Marot al eens had samengewerkt aan Huis Schuylenburch. In 1726 werd het samen met het bijbehorende voorgebouw aan de Prinsessegracht in gebruik genomen. Beide gebouwen zijn gebouwd in de periode 1724-1726.
Boven in de gevel staat het jaartal 5486 (1726). Daaronder staat in het Hebreeuws "Hoe lieflijk zijn uw Woningen". Het gebouw heeft twaalf vensters, een voor elke stam van Israël. Het is op 9 augustus 1726 ingewijd.
Van de verscheidene Haagse synagoges kwam alleen die aan de Jan Evertstraat de bezettingstijd ongeschonden door. De religieuze voorwerpen werden in Amsterdam verborgen en zijn behouden gebleven. De Portugees-joodse gemeente telde voor de Tweede Wereldoorlog vierhonderd leden. Doordat slechts enkelen van hen de oorlog overleefden, verloor de synagoge zijn bestemming en kwam in handen van een projectontwikkelaar.
In 1968 kon de Liberaal joodse Gemeente de synagoge huren voor een symbolisch bedrag. In datzelfde jaar werd Awraham Soetendorp de eerste rabbijn; hij zou tot 2008 aanblijven. Hij werd opgevolgd door achtereenvolgens rabbijn Ruben bar-Efraïm, Kenneth Leinwand en mw. Marianne van Praag. In 1972 kocht de gemeente Den Haag het gebouw en het werd met financiële steun van de joodse gemeente en de overheid opgeknapt. Sinds 1976 is de synagoge in handen van de Liberaal-joodse gemeente Beth Jehoeda.
De schilder Corneille heeft een tegelwand geschonken voor het nieuwe Liberaal Joods Centrum naast de synagoge aan de Prinsessegracht.
De huidige synagoge van het Nederlands-Israëlitisch Kerkgenootschap is te vinden aan de Cornelis Houtmanstraat.